# Bourse subfasciale prépatellaire
La bourse subfasciale prépatellaire est une bourse synoviale du membre inférieur située au niveau du genou.

## Description
La bourse subfasciale prépatellaire est située entre le fascia lata et la terminaison du muscle quadriceps fémoral.